# Финогенов, Владимир Иванович
Владимир Иванович Финогенов (1924—1993) — советский старшина, командир отделения 838-го стрелкового полка, 237-й стрелковой дивизии, 18-й армии, 4-го Украинского фронта. Полный кавалер Ордена Славы.

## Биография
Родился 27 мая 1924 года в городе Ленинске в рабочей семье. После получения начального образования работал слесарем на Сталинградском авиационном заводе.
В 1942 году в Сталинграде был угнан на работы немцами. После освобождения из плена в 1944 году направлен в ряды РККА в 8-й армейский запасной полк, после чего назначен в действующую армию — стрелок и командир отделения 838-го стрелкового полка, 237-й стрелковой дивизии, 18-й армии, с 1944 года воевал на 4-м Украинском фронте, участвовал в Восточно-Карпатской наступательной операции. 15 октября 1944 года за атаку на важный участок обороны противника и уничтожении двух вражеских солдат и захват пленного 15 октября 1944 года В. И. Финогенов был награждён Медалью «За отвагу».
23 октября 1944 года командир отделения сержант В. И. Финогенов в бою под городом Чоп в числе первых с бойцами отделения ворвался в расположение противника, подавил огневую точку и сразил восемь гитлеровцев. 30 октября 1944 года во главе отделения, отражая контратаки врага, истребил более десяти солдат противника. За это 20 ноября 1944 года Указом Президиума Верховного Совета СССР В. И. Финогенов был награждён Орденом Славы 3-й степени.
20 ноября 1944 года сержант В. И. Финогенов при прорыве обороны противника у селения Галоч с двумя отделениями зашёл во фланг врагу и внезапно его атаковал, уничтожив более десяти солдат и офицеров. 29 ноября 1944 года одним из первых преодолел реку Бодрог и в бою на плацдарме близ населённого пункта Земплин в Венгрии из личного оружия поразил трёх солдат противника. 4 января 1945 года Указом Президиума Верховного Совета СССР В. И. Финогенов был награждён Орденом Славы 2-й степени.
30 марта 1945 года сержант В. И. Финогенов в бою за селение Прухна в Польше, зайдя с группой воинов в тыл противнику, неожиданным ударом выбил врага из траншеи, расстреляв в упор четырёх гитлеровцев и захватив исправный пулемёт. 3 апреля 1945 года в бою южнее этого села гранатами подавил пулемётную точку и сразил из автомата двух солдат противника. 29 июня 1945 года Указом Президиума Верховного Совета СССР В. И. Финогенов был награждён Орденом Славы 1-й степени.
В 1947 году старшина В. И. Финогенов был демобилизован из рядов Советской армии, жил в Волгограде и работал машинистом тепловоза.
В 1976 году вышел документальный фильм писателя-фронтовика К.Симонова «Солдатские мемуары», одним из героев которого был В. И. Финогенов.
9 мая 1985 года участвовал в Параде Победы в Москве.
Умер 2 сентября 1993 года в Волгограде.

## Награды
- Орден Славы I степени (1945)
- Орден Славы II степени (1945)
- Орден Славы III степени (1944)
- Орден Красной Звезды (1945)
- Орден Отечественной войны I степени (1985)
- Медаль За отвагу (1944)